# Arca (musicista)
Arca, pseudonimo di Alejandra Ghersi Rodríguez (Caracas, 14 ottobre 1989), è una cantautrice, compositrice, produttrice discografica e disc jockey venezuelana.
Ha pubblicato due album in studio sotto lo pseudonimo di Nuuro e otto sotto lo pseudonimo di Arca, e ha contribuito da produttrice al lavoro di artisti come Björk, Kanye West, FKA twigs, Frank Ocean, Kelela e Rosalía.

## Biografia

### Infanzia e adolescenza
Arca è nata nel 1989 a Caracas, in Venezuela, da una famiglia benestante. Suo padre era banchiere in una banca di investimenti e sua madre ha studiato relazioni internazionali. Quando la famiglia si era trasferita nel Connecticut prima di tornare in Venezuela, a nove anni è andata a vivere in un collegio, dove è stata privatamente istruita con lezioni di pianoforte. In seguito ha frequentato il Clive Davis Institute of Recorded Music alla New York University.

## Carriera

### 2006-2012: L'esordio come "Nuuro"
A diciassette anni, nel 2006, ha pubblicato sotto lo pseudonimo di Nuuro il primo album All Clear per l'etichetta Soundsister, e nel 2009 il secondo, The Reddest Ruby, riscuotendo già una certa popolarità nel proprio paese d'origine, elogiata da grandi artisti nazionali come Los Amigos Invisibles.

### 2012-2014: Il debutto come musicista e produttrice
Il 1º febbraio 2012 Arca ha pubblicato il suo EP di debutto, Baron Libre, sotto l'etichetta UNO NYC di New York. In seguito nello stesso anno ha rilasciato altri due EP, Stretch 1 e Stretch 2, rispettivamente il 19 aprile e il 6 agosto. Nel 2013 si è occupata della produzione, della programmazione e della composizione di quattro canzoni del sesto album in studio di Kanye West, Yeezus, pubblicato il 18 giugno, aiutata da altri due consulenti di produzione, Hudson Mohawke e Young Chop. Lo stesso anno, il 23 luglio, ha rilasciato su SoundCloud il suo primo mixtape ufficiale, &&&&& [Ampersand]; il progetto includeva una performance audio-visiva a fianco di Jesse Kanda, che ha contribuito alla parte visiva, realizzata al MoMa di New York nell'ottobre 2013. Il 17 settembre dello stesso anno è stato pubblicato l'EP2 di FKA twigs, per il quale Arca ha prodotto e co-scritto ogni canzone.

### 2014-2017: I primi album in studio
Il suo album in studio di debutto, Xen, è stato pubblicato il 4 novembre 2014 dalla Mute Records, mentre il suo secondo album in studio, Mutant, è stato rilasciato il 20 novembre 2015. Nel 2015 ha dato inoltre un contributo significativo al nono album in studio di Björk, Vulnicura, pubblicato il 20 gennaio 2015. È stata infatti accreditata come co-produttrice di sette tracce e co-sceneggiatrice di due.
Ha anche collaborato con la cantante americana Kelela per l'EP Hallucinogen, rilasciato nell'ottobre 2015, curandone la produzione, la registrazione, il missaggio e la co-scrittura di due tracce, inclusa la traccia omonima al titolo, che è la base del mixtape di Arca &&&&& con l'aggiunta della voce di Kelela.
Sempre nel 2015 Arca ha collaborato con lo stilista e musicista Shayne Oliver, formando il duo "Wench": insieme hanno composto alcune musiche per l'azienda di moda Hood By Air, mentre nel 2017 hanno pubblicato altri due brani musicali, Elmo e Sick, in esclusiva per Tidal.

Il 4 luglio 2016 Arca ha rilasciato il suo terzo mixtape, Estrañas, seguito dal singolo Sin Rumbo.

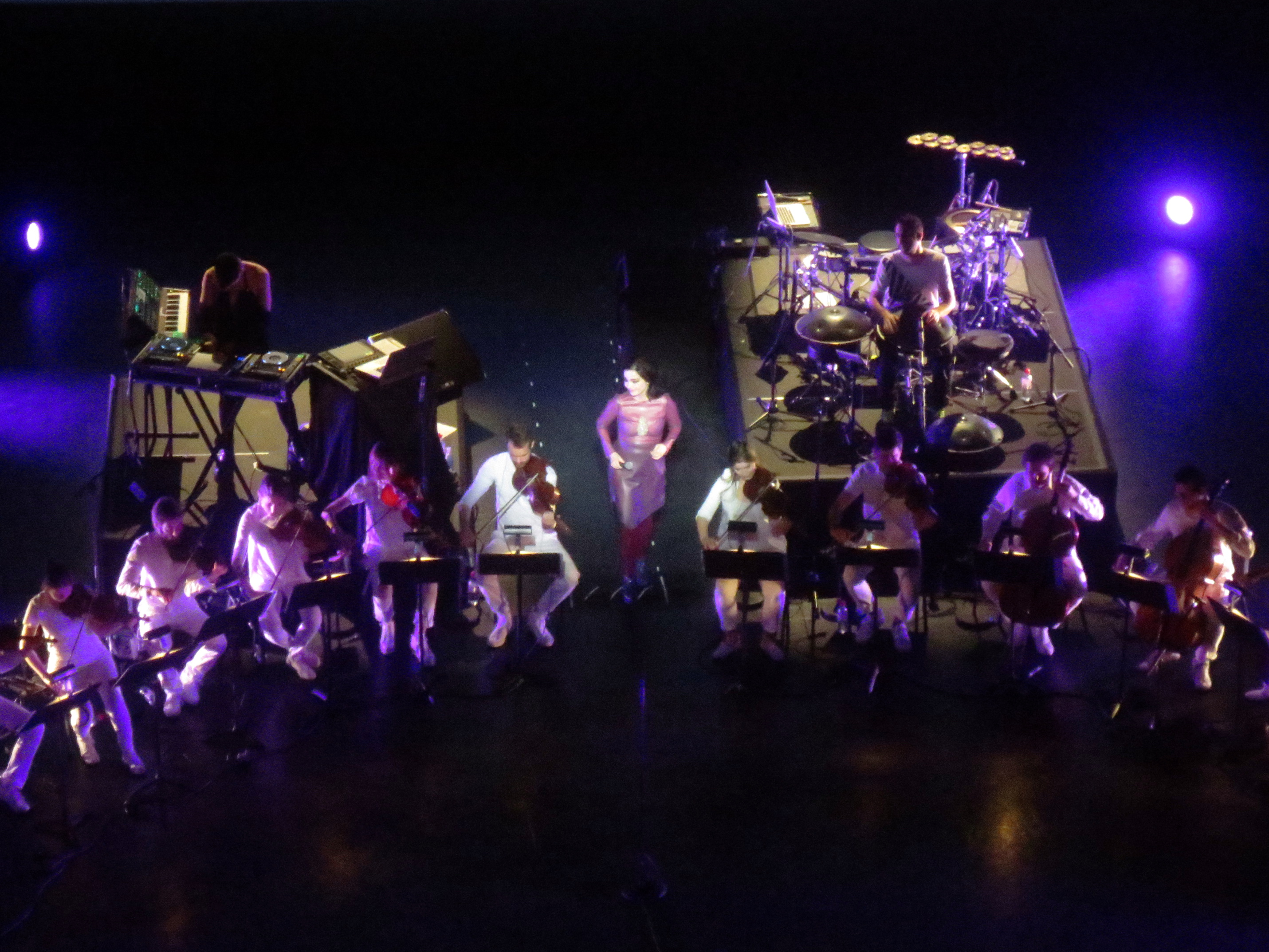
Arca (in alto a sinistra) in esibizione con Björk durante il Vulnicura Tour del 2015.

### 2017-2019:Arca
Il 22 febbraio 2017 Arca è passata all'etichetta discografica XL Recordings e ha rilasciato Piel, il singolo di lancio del suo terzo album in studio, Arca, pubblicato il 7 aprile 2017 e acclamato dalla critica musicale, inserito in molte classifiche dell'anno.
Nello stesso anno ha nuovamente collaborato con Björk per il suo nono album in studio, Utopia, di cui ha co-prodotto la maggior parte dei brani. Björk ha affermato come l'album esplori "la sovrapposizione Arca-Björk", e Arca è comparsa nel videoclip di Arisen My Senses, rilasciato il 18 dicembre 2017. Ancora nel 2017 ha collaborato con Kelela per il suo album di debutto, Take Me Apart (ottobre 2017), di cui ha prodotto quattro tracce e co-scritto due.

### 2019-2021: "Diva experimental" eKick I
Dal 25 al 28 settembre 2019 ha presentato allo Shed di New York il suo quarto album in studio, allora inedito, in una performance sotto il titolo di Mutant;Faith e divisa in quattro atti (Gestation, Aftercare, Ripples, Boundary), a cui ha preso parte anche Björk.
Ha pubblicato il 19 febbraio 2020 sul proprio canale YouTube il mixtape @@@@@ [Arroba], poi rilasciato da XL Recordings su tutte le piattaforme digitali il 21 febbraio. In continuità con il concetto del mix, in cui l'artista si definisce "Diva Experimental" ed ospite di un programma trasmesso da una radio pirata per "alimentare una fede mutante nell'amore di fronte alla paura", ha trasmesso musica dal vivo in diretta su Twitch.tv durante i primi mesi della pandemia di COVID-19, come conduttrice del suo programma diva_experimental.fm.
Il 26 giugno 2020 ha pubblicato il suo quarto album in studio, Kick I, contenente collaborazioni con Björk, Rosalía e SOPHIE, di cui aveva già rilasciato il singolo promozionale Nonbinary il 30 aprile precedente, seguito da Time, Mequetrefe e KLK. In un'intervista per Pitchfork, la stessa cantante ha affermato che ci sarebbero stati quattro volumi "kick": «Ogni Kick esiste in una sorta di stato quantico fino al giorno in cui non lo mando in mastering. Cerco di non impegnarmi finché non devo farlo. Ma ho una visione per tutto ciò. Il secondo va forte con i backbeats, la manipolazione vocale, la mania e la follia».
Il 2 maggio 2020 ha rilasciato per NTS Latest il mixtape ^^^^^ [Circumflex], mentre il 27 giugno ha trasmesso per la BBC Radio il mixtape ±±±±± [Plus-minus]. Il 18 settembre 2020 è stato nuovamente rilasciato il mixtape del 2013 &&&&& [Ampersand], reso disponibile per la prima volta su tutte le piattaforme digitali, insieme al singolo estratto Knot. Il 16 dicembre dello stesso anno è stato pubblicato sulle piattaforme digitali Riquiquí;Bronze-Instances(1-100), un album di remix composto da cento versioni del brano Riquiquí (Kick I), generate dall'intelligenza artificiale. Il 22 gennaio 2021 ha pubblicato il suo quarto EP Madre.
Il 3 settembre 2021 è stato rilasciato il suo remix per il brano Rain on Me di Lady Gaga e Ariana Grande (Chromatica, 2020), incluso in Dawn of Chromatica; la versione presenta campionamenti dei singoli Time e Mequetrefe, oltreché del brano Metelo Sacalo di Dj Yirvin.

### 2021-presente: daKick IIaKick V
Fra il 30 novembre e il 3 dicembre 2021 sono stati pubblicati giornalmente i quattro album conclusivi dell'era "kick": Kick II, III, IV e V. Il primo singolo promozionale, Incendio (da Kick III), era stato già rilasciato il 27 settembre, seguito da altri cinque singoli, all'uscita dei quali veniva di volta in volta annunciata la pubblicazione dell'album di appartenenza: Born Yesterday e Prada/Rakata da Kick II, Electra Rex da Kick III, Queer da Kick IV. La serie comprende collaborazioni con Sia, Oliver Coates, Planningtorock, No Bra, Shirley Manson e Ryūichi Sakamoto; uno dei cinque album avrebbe dovuto includere anche una collaborazione con Azealia Banks, a cui poi la rapper statunitense ha tuttavia rinunciato trovando il progetto insoddisfacente.
In un'intervista del 2021 per Vogue México, Arca ha affermato di vedere l'universo "kick" come «una storia autonoma di intelligenza artificiale, su una donna che si libera da un uomo tecnocratico; si tratta di una donna che potrebbe essere trans, non binaria, queer, ma che comunque emerge da una storia di oppressione. [...] Si tratta di tornare a forme di leadership più materne e meno falliche, quelle in cui non si costringono e reprimono i collaboratori a seguire una direzione. Si tratta piuttosto di creare un grembo materno, in cui ogni collaboratore possa esprimersi».
(Arca per Vogue Mexico, 2021)
Sempre nel 2021, Arca ha pubblicato un remix per la canzone Let Us Dance di Beverly Glenn-Copeland e ha collaborato con Sega Bodega per il brano Cicada (incluso in Romeo), oltre ad aver curato insieme a Rosalía la stazione radio MOTOMAMI Los Santos per la serie di videogiochi GTA.
Dal 31 dicembre 2021 al 31 gennaio 2022 sono state proiettate in varie città del mondo (Los Angeles, Londra, Melbourne, Milano, New York, Seul, Tokyo) alcune opere della cantante che, a partire da 31 dipinti, venivano costantemente modificate dall'intelligenza artificiale per creare immagini completamente nuove.
Il 7 aprile 2022 è uscito il singolo Cayó, composto insieme a Tim Hecker, mentre il 16 giugno è stato pubblicato il singolo El alma que te trajo in collaborazione con il produttore venezuelano Cardopusher, che per la prima volta figura insieme ad Arca come artista principale di un brano con lo pseudonimo di Safety Trance. Questi brani, insieme a Ritual del 9 dicembre, sono stati inclusi nella raccolta Kick, pubblicata lo stesso anno.
Fra il 1º e il 3 marzo 2024, Arca è stata protagonista dell'evento The Light Comes in the Name of the Voice, tre serate esclusive alla Borsa di commercio di Parigi, dove ha organizzato due performance site-specific, la prima mostra assoluta dei suoi dipinti e un DJ set, quest'ultimo con la partecipazione di Bobby Beethoven, Björk, Dj Babatr e Nkisi. In occasione della mostra, la musicista ha affermato sulle sue opere pittoriche:
(Arca per Frieze, 2024)
Del 13 settembre 2024 è il singolo Chama, composto in collaborazione con la rapper dominicana Tokischa. Nel novembre 2024 viene pubblicato il remix Aquamarine / Arcamarine per la musicista statunitense Addison Rae, mentre nel febbraio 2025 è il turno del remix di Electricity per la giapponese Hikaru Utada.
Il 14 maggio 2025 viene pubblicato il doppio singolo Puta/Sola, il primo da solista dopo l'era Kick, che anticipa un nuovo capitolo artistico.

## Vita privata
Arca ha descritto la sua infanzia come "una vita in una bolla" e ha avuto difficoltà ad accettare la propria transessualità; ha raccontato di essere stata depressa, da adolescente, a causa del bullismo e della difficoltà ad integrarsi nella società venezuelana. Nel 2018 ha fatto coming out come persona di genere non-binario, affermando di preferire i pronomi "lei" o "esso" (in inglese she, it). Nel 2020 ha affermato in un'intervista per Vice: «Considero la mia identità di genere come non-binaria, e mi identifico come donna latina trans, e ancora, non voglio incoraggiare nessuno a pensare che la mia omosessualità sia stata messa al bando. E quando parlo di omosessualità, è divertente perché non sto pensando da chi sono attratta. È una forma di prodotto culturale che è individuale e collettivo, a cui non ho mai voluto rinunciare. Voglio salvare capra e cavoli a volte».
Ha vissuto a Londra e dal 2018 vive e risiede a Barcellona, in Spagna. È stata legata sentimentalmente al fotografo e regista tedesco Daniel Sannwald, e all'artista multimediale spagnolo Carlos Sáez, il quale ha spesso collaborato alla realizzazione dei suoi progetti.
In un'intervista del 2021 per Vogue México ha affermato di essere fidanzata con un ragazzo catalano, aggiungendo: «Adoro preparare insalate al mio ragazzo e immaginare di indossare un abito da sposa un giorno, ed è davvero qualcosa che desidero. Per quanto banale possa sembrare, la vita queer e le fantasie amorose eteronormative potrebbero apparire contraddittorie, ma altre volte appaiono molto simili, per me in particolare. C'è qualcosa di bello in ciò, perfino di tenero; credendo che sia qualcosa che non è proibito, ma che è perfettamente fattibile».

## Stile musicale
Lo stile musicale di Alejandra Ghersi ha avuto origine dall'hip hop, noise, intelligent dance music e musica venezuelana. Nei suoi album musicali sotto lo pseudonimo di Arca, ha iniziato ad avventurarsi nel suono dell'hip hop, elettronica, intelligent dance music industrial hip hop, musica da club e d'avanguardia, portando i generi ad uno stile unicamente queer, bilanciando i lati sperimentali con quelli emotivi. Successivamente ha anche iniziato ad usare la sua voce, portando il pop a una nuova forma più complessa, d'avanguardia, trasgressiva e futuristica, con influenze dream pop, synth pop ed elettropop. Nella sua serie di cinque album intitolati Kick, Arca ha iniziato ad esplorare una nuova forma di reggaeton più futuristica e sperimentale (definita da Rolling Stone Italia «hyper-reggaeton»), concentrata soprattutto in Kick I e Kick II.

## Moda
(Arca per Vogue Mexico, 2021)
Arca è nota per il suo stile estroso ed originale, e ha descritto la moda come «una forma personale per esprimersi». Il suo stile è stato definito da Garage Magazine come «qualcosa di davvero inquietante, che fonde spesso il proprio corpo umano con l'estetica degli anime e del cyborg, confondendo il confine tra performance e vita».
Prima di identificarsi pubblicamente come donna trans, il suo vestiario si è ispirato allo stile dei torero, di cui ha riprodotto le giacche: «Pensavo molto a Parla con lei, il film di Pedro Almodóvar. Si tratta di qualcuno che deve fasciarsi con la sua giacca da torero, tenendola ben stretta sul seno». La moda è diventata poi per la musicista un mezzo per esprimere la propria identità di genere ed accettare se stessa: «La moda mi ha davvero aiutata ad elaborare e raggiungere l'accettazione di me stessa. Ho iniziato a indossare i tacchi molto prima di osare, o anche solo permettermi di chiedere gli ormoni».
La musicista ha raccontato di aver compreso «il potere della moda» grazie alle donne della sua famiglia e ai tacchi che loro indossavano. Fra le sue icone di stile ricorda Æon Flux (protagonista dell'omonima serie televisiva animata), Trinity (dalla serie di film Matrix), Lulu (dal videogioco Final Fantasy X) e María Lionza (una dea venezuelana). Ha inoltre affermato di «provare ad essere una bambola» e di essere affascinata dall'archetipo della "diva", ovvero dall'«esoscheletro lucente» che protegge una donna famosa, permettendole di «incanalare parte di quel potere da diva quando sale su un taxi, posando per i fotografi a una festa di moda».
Nel corso della sua carriera, Arca ha collaborato con diverse aziende di moda, partecipando in qualità di modella o musicista alle loro sfilate, nonché posando per gli shooting o i film promozionali.

### Sfilate e campagne pubblicitarie (2015-2023)
- Hood By Air – HBA Galvanize by Wench (2015) (musiche)[21]
- Hood By Air – SS 2016 (modella per la sfilata e musiche)[80][81]
- Burberry – AW 2020 (musiche per la sfilata)[82]
- Bottega Veneta – PF 2021 (shooting promozionale e musiche)[83]
- Calvin Klein –  #proudinmycalvins (2021) (shooting promozionale e fashion film)[84]
- Loewe – Amazona (2021) (shooting promozionale)[85]
- Acne Studios – SS 2022 (musiche per la sfilata)[86]
- Ray-Ban – Ray-Ban Studios (2021) (shooting promozionale, fashion film e musiche)[87]
- Reebok – Life is Not a Spectator Sport (2022) (shooting promozionale e fashion film)[88]
- Byredo – Astronomical Mascara (2022) (shooting promozionale)[89]
- Proenza Schouler - settimana della moda di New York (2022) (modella)[90]
- Mugler - settimana della moda di Parigi (2023) (modella)[91]

## Discografia

### Album in studio
- 2006 – All Clear (come Nuuro)
- 2009 – The Reddest Ruby (come Nuuro)
- 2014 – Xen
- 2015 – Mutant
- 2017 – Arca
- 2020 – Kick I
- 2021 – Kick II
- 2021 – Kick III
- 2021 – Kick IV
- 2021 – Kick V

### Raccolte
- 2022 – Kick

### Album di remix
- 2020 – Riquiquí;Bronze-Instances(1-100)

## Tournée
- 2014/15 – Arca DJ Tour (live with Jesse Kanda)
- 2015 – Arca Live & DJ
- 2017/19 – Arca

Residency
- 2019 – Mutant;Faith
- 2024 – The Light Comes in the Name of the Voice

## Riconoscimenti
| Anno | Premio                          | Candidato    | Categoria                                        | Esito           | Note    |
| ---- | ------------------------------- | ------------ | ------------------------------------------------ | --------------- | ------- |
| 2014 | Rober Award Music Prize         | Trauma       | Miglior Video Promozionale                       | Candidato/a     | [ 92 ]  |
| 2014 | Rober Award Music Prize         | Sé stessa    | Miglior Artista Ispanico                         | Candidato/a     | [ 92 ]  |
| 2014 | Rober Award Music Prize         | Sé stessa    | Miglior Musicista di Elettronica                 | Candidato/a     | [ 92 ]  |
| 2015 | Rober Award Music Prize         | Sé stessa    | Miglior Musicista di Elettronica                 | Candidato/a     | [ 93 ]  |
| 2016 | AIM Independent Music Awards    | Mutant       | Album Indipendente dell'Anno                     | Candidato/a     | [ 94 ]  |
| 2017 | Rober Award Music Prize         | Sé stessa    | Miglior Musicista di Elettronica                 | Candidato/a     | [ 95 ]  |
| 2018 | A2IM Libera Awards              | Arca         | Miglior Album Outlier                            | Candidato/a     | [ 96 ]  |
| 2018 | A2IM Libera Awards              | Reverie      | Video dell'Anno                                  | Candidato/a     | [ 96 ]  |
| 2020 | Best Art Vinyl                  | Kick I       | Miglior Vinile Artistico                         | Candidato/a     | [ 97 ]  |
| 2021 | Grammy Awards                   | Kick I       | Miglior Album Dance/Elettronico                  | Candidato/a     | [ 98 ]  |
| 2021 | GLAAD Media Awards              | Kick I       | Artista Rivoluzionario Eccezionale               | Candidato/a     | [ 99 ]  |
| 2021 | Libera Awards                   | Kick I       | Miglior Album Dance/Elettronico                  | Candidato/a     | [ 100 ] |
| 2021 | Libera Awards                   | Sé stessa    | Migliore Performance Live/Livestream             | Candidato/a     | [ 100 ] |
| 2021 | Latin Grammy Awards             | Kick I       | Miglior Album di Musica Alternativa              | Candidato/a     | [ 101 ] |
| 2022 | NME Awards                      | Sé stessa    | Miglior Produttore                               | Candidato/a     | [ 102 ] |
| 2022 | GAFFA Awards                    | Sé stessa    | Atto Internazionale da Solista                   | Candidato/a     | [ 103 ] |
| 2022 | GAFFA Awards                    | Kick II      | Album Internazionale                             | Candidato/a     | [ 103 ] |
| 2022 | Libera Awards                   | Kick II      | Miglior Album Latino                             | Candidato/a     | [ 104 ] |
| 2022 | Libera Awards                   | Kick III     | Miglior Album Elettronico                        | Candidato/a     | [ 104 ] |
| 2022 | Berlin Music Video Awards       | Cayó         | Miglior Editor                                   | Candidato/a     | [ 105 ] |
| 2022 | Latin Grammy Awards             | Kick II      | Miglior Album di Musica Alternativa              | Candidato/a     | [ 106 ] |
| 2022 | UK Music Video Awards           | Prada/Rakata | Miglior Video Dance/Elettronica – Internazionale | Vincitore/trice | [ 107 ] |
| 2022 | UK Music Video Awards           | Prada/Rakata | Migliori Effetti Visivi in un Video              | Candidato/a     | [ 107 ] |
| 2023 | Rolling Stone en Español Awards | Sé stessa    | Produttore Musicale dell'Anno                    | Candidato/a     | [ 108 ] |